# Euryodus
Euryodus es un género extinto de lepospóndilos (pertenecientes al grupo Microsauria)  que vivieron a principios del período Pérmico en lo que hoy son los Estados Unidos.